# Winnetka Challenger 1992
Il Winnetka Challenger 1992 è stato un torneo di tennis facente parte della categoria ATP Challenger Series nell'ambito dell'ATP Challenger Series 1992. Il torneo si è giocato a Winnetka negli Stati Uniti dal 27 luglio al 2 agosto 1992 su campi in cemento.

## Vincitori

### Singolare
Chuck Adams ha battuto in finale  Steve Bryan con il punteggio di 6–4, 6–4

### Doppio
Andrew Kratzmann /  Roger Rasheed hanno battuto in finale  Rick Witsken /  Todd Witsken con il punteggio di 6–3, 3–6, 6–3